# Sandra Sandqvist
Sandra Sandqvist es una deportista sueca que compitió en vela en la clase Europe. Ganó una medalla de oro en el Campeonato Mundial de Europe de 2006 y una medalla de bronce en el Campeonato Europeo de Europe de 2005.

## Palmarés internacional
| \| Campeonato Mundial \| Campeonato Mundial \| Campeonato Mundial \| Campeonato Mundial \| \| Año \| Lugar \| Medalla \| Clase \| \| ------------------ \| ---------------------- \| ------------------ \| ------------------ \| \| 2006 \| Copenhague (Dinamarca) \| Medalla de oro \| Europe \| \| Campeonato Europeo \| \| \| \| \| Año \| Lugar \| Medalla \| Clase \| \| 2005 \| Helsinki (Finlandia) \| Medalla de bronce \| Europe \| |                        |                   |        |
| Campeonato Mundial |                        |                   |        |
| Año | Lugar                  | Medalla           | Clase  |
| 2006 | Copenhague (Dinamarca) | Medalla de oro    | Europe |
| Campeonato Europeo |                        |                   |        |
| Año | Lugar                  | Medalla           | Clase  |
| 2005 | Helsinki (Finlandia)   | Medalla de bronce | Europe |